# Partido da Social Democracia Brasileira
Die Partido da Social Democracia Brasileira (PSDB, deutsch Partei der brasilianischen Sozialdemokratie) ist eine Partei der politischen Mitte in Brasilien. Ursprünglich eine Mitte-links-Partei, ist sie mit der Zeit konservativer geworden. Sie bekennt sich heute zum sogenannten Dritten Weg und identifiziert sich als weder links noch rechts, von vielen Wählern wird die Partei aber als rechts der Mitte stehend wahrgenommen. Ihre Hochburgen liegen im Südosten des Landes, insbesondere in den Bundesstaaten São Paulo und Minas Gerais.

## Geschichte
Die PSDB wurde 1988 in Abgrenzung zum sozialistischen Partido dos Trabalhadores gegründet. In ihr sammelten sich Sozialdemokraten, Sozialliberale, Christdemokraten und vor allem viele Mitglieder der vormals einzigen Oppositionspartei, der Partido do Movimento Democrático Brasileiro.
1994 wurde der Kandidat der PSDB, Fernando Henrique Cardoso, zum Präsidenten gewählt. Er hatte dieses Amt bis 2002 inne. Während Cardosos Präsidentschaft verfolgte die PSDB eine neoliberale Politik und stützte sich auf ein Bündnis mit konservativen Parteien, wodurch sie ihren sozialdemokratischen Charakter verlor. Als Nachfolger Cardosos stellte die PSDB José Serra auf, er verlor jedoch die Wahlen gegen Luiz Inácio Lula da Silva, den Mitbegründer der PT.
Geraldo Alckmin von der PSDB kandidierte 2006 als erfolgreichster Herausforderer von Präsident Lula. Er wurde auch von der konservativen Partido da Frente Liberal (PFL) unterstützt und erreichte 41,6 % im ersten und 39,2 % im zweiten Wahlgang. Bei den gleichzeitigen Parlamentswahlen konnte die PSDB 13,6 % der Wählerstimmen auf sich vereinigen. In der Abgeordnetenkammer wurde sie mit 65 der 513 Sitze drittstärkste Kraft, im Senat mit 15 der 81 Sitze sogar zweitstärkste. Bei der Präsidentschaftswahl 2010 stellte die PSDB wieder Serra auf, der auch von der inzwischen in Democratas umbenannten PFL unterstützt wurde. Er unterlag in der Stichwahl Lulas Nachfolgerin Dilma Rousseff von der PT mit 44 zu 56 Prozent. Bei den gleichzeitig stattfindenden Parlamentswahlen fiel die Partei auf 53 Sitze im Abgeordnetenhaus (minus 13) und 11 im Senat (fünf weniger als zuvor) zurück. Vier Jahre später stabilisierte sie sich bei 54 Abgeordneten und 10 Senatoren. Ihr Präsidentschaftskandidat Aécio Neves unterlag der wiedergewählten Dilma Rousseff im zweiten Wahlgang mit 48,4 %. Sie ist damit seit 2002 konstant die wichtigste Oppositionspartei gegen die PT-geführte Regierung.

## Einfluss
Die PSDB hat Beobachterstatus in der Christlich Demokratischen Internationale und ihrer Regionalorganisation, ODCA. Sie führt gemeinsam mit den aus der PFL hervorgegangenen Democratas die Opposition in Brasilien. Sie stellt seit 2014 die Gouverneure in den Bundesstaaten Goiás, Mato Grosso do Sul, Pará, Paraná und São Paulo. Die Parteifarben sind blau und gelb. Das Symbol der Partei ist ein Tukan in den Farben blau und gelb und ihre Mitglieder werden deshalb tucanos genannt.
Einer Aufstellung der Nichtregierungsorganisation Movimento de Combate à Corrupção Eleitoral (MCCE) zufolge, war die PSDB hinter Democratas und PMDB die Partei mit den drittmeisten Korruptionsfällen zwischen 2000 und 2010. In dieser Zeit verloren landesweit 58 Politiker der Partei ihr Mandat wegen Korruptionsvorwürfen.

## Bündnis Immer Vorwärts
Am 22. April 2022 unterzeichnete Bruno Araújo mit dem Parteivorsitzenden der Cidadania, Roberto Freire, die Vereinbarung zur Parteienkoalition Federação Sempre pra Frente (Bündnis Immer Vorwärts). Bei den Wahlen in Brasilien 2022 verfügen beide Parteien über eine Mitgliederzahl von rund 1,8 Millionen. Sie ist als Wahlbündnis für die Präsidentschaftskandidatin Simone Tebet genannt.

## Mitgliederentwicklung
| Jahr        | Zahl      |
| ----------- | --------- |
| 2016, April | 1.443.769 |
| 2017, April | 1.451.066 |
| 2018, April | 1.461.364 |
| 2019, April | 1.466.963 |
| 2020, April | 1.379.168 |
| 2021, April | 1.363.177 |
| 2022, April | 1.353.238 |